# Cuspidaria subglacialis
Cuspidaria subglacialis är en musselart som beskrevs av Dall 1913. Cuspidaria subglacialis ingår i släktet Cuspidaria och familjen Cuspidariidae. Inga underarter finns listade i Catalogue of Life.